# František Peyr
František Peyr (5. srpna 1896 Praha – 26. listopadu 1955) byl český fotbalista, brankář, československý reprezentant.

## Sportovní kariéra
Za československou reprezentaci odchytal v roce 1923 dvě utkání (byl pátým reprezentačním gólmanem po Klapkovi, Cháňovi, Kalibovi a Kopřivovi; po něm pak nastupoval Josef Sloup-Štaplík). Zúčastnil se již tzv. Pershingovy olympiády roku 1919, ale zápasy zde sehrané nakonec nebyly uznány za oficiální. Byl členem takzvané "železné Sparty", tedy slavného mužstva pražské Sparty z první poloviny 20. let 20. století. Za Spartu hrál v letech 1917–1925 a stal se s ní dvakrát českým mistrem – vítězem mistrovství Českého svazu fotbalového v roce 1919 a 1922 a několikráte středočeským mistrem (vítězem tzv. Středočeské 1. třídy, obvykle nazývané Středočeská liga) – přičemž v letech 1920, 1921 a 1923 šlo o nejvyšší a nejprestižnější soutěž v zemi.